# سرتخت جنوبی
سرتخت جنوبی (نام علمی: Platycephalus speculator) نام یک گونه از سرده سرتخت‌ها است.